# Kuusimaa (ö i Finland, Kymmenedalen, Kotka-Fredrikshamn, lat 60,52, long 27,10)
Kuusimaa är en ö i Finland. Den ligger i Finska viken och i kommunen Fredrikshamn i den ekonomiska regionen  Kotka-Fredrikshamn i landskapet Kymmenedalen, i den södra delen av landet. Ön ligger nära Kotka och omkring 120 kilometer öster om Helsingfors.
Öns area är 1,7 hektar och dess största längd är 220 meter i sydväst-nordöstlig riktning.